# East Garafraxa (Ontario)
East Garafraxa to gmina (ang. township) w Kanadzie, w prowincji Ontario, w hrabstwie Dufferin.
Powierzchnia East Garafraxa to 165,72 km².
Według danych spisu powszechnego z roku 2001 East Garafraxa liczy 2214 mieszkańców (13,36 os./km²).